# 奥迪括约肌
奥迪括约肌（也称为肝胰腺括约肌或格利森氏括约肌），是一种肌肉瓣膜，在包括人类在内的一些动物中，控制消化液（胆汁和胰液）从胰腺通过法特壶腹流入十二指肠第二部分。

## 结构
奥迪括约肌是环绕十二指肠大乳头的环形肌带（括约肌）。

## 功能
括约肌调节胰液和胆汁向十二指肠的分泌。它还可以防止十二指肠内容物回流到法特壶腹。
荷尔蒙胆囊收缩素通过血管活性肠肽使奥迪括约肌松弛。

## 临床意义
阿片类药物可能导致奥迪括约肌痉挛，使血清淀粉酶水平升高。

## 历史
1887年，鲁杰罗·奥迪首次描述了括约肌。这一描述是在对狗的生理机能进行了广泛的研究，并对人类和许多其他物种进行了详细的组织学检查之后得出的。

## 其他动物
在许多哺乳动物（包括小鼠、豚鼠、狗和负鼠）中，法特壶腹周围的平滑肌不会形成括约肌。

## 延伸阅读
- Ballal, M. A.; Sanford, P. A. . Saudi Journal of Gastroenterology: Official Journal of the Saudi Gastroenterology Association. 2000-09, 6 (3)  [2022-07-02]. ISSN 1998-4049. PMID 19864708. （原始内容存档于2022-07-06）.
- Ballal, M. A.; Sanford, P. A. . Saudi Journal of Gastroenterology: Official Journal of the Saudi Gastroenterology Association. 2001-01, 7 (1)  [2022-07-02]. ISSN 1998-4049. PMID 19861760. （原始内容存档于2022-07-04）.